# Markus Wiechel
Gustaf Markus Wiechel, född 15 april 1988 i Vreta klosters församling i Östergötlands län, är en svensk politiker (sverigedemokrat). Han är ordinarie riksdagsledamot sedan 2012, invald för Västra Götalands läns norra valkrets sedan 2022 (dessförinnan ledamot för Uppsala läns valkrets 2012–2014, Västra Götalands läns norra valkrets 2014–2018 och Östergötlands läns valkrets 2018–2022). Wiechel är ordförande i Europarådets svenska delegation sedan 2022.

## Tidiga år
Wiechel var som tonåring medlem i Moderata Ungdomsförbundet (MUF) men anslöt till Sverigedemokraterna hösten 2007 i samband med att ha flyttat till Sverige efter att ha tillbringat sex år i USA. I USA var han också politiskt aktiv, men då som volontär för Demokratiska partiet. Studentexamen avlade han vid Hickman High School i Columbia, Missouri. Efter flytten till Sverige bosatte han sig i Norrköping för att studera på socionomprogrammet och senare statsvetenskap vid Linköpings universitet innan han anställdes av Sverigedemokraterna som valorganisatör.

## Politisk karriär
2009 valdes Wiechel till ordförande för såväl SD Norrköping som SD Östergötland, poster han satt på i tre respektive sex år, och under 2011–2019 satt han i Sverigedemokraternas partistyrelse. I samband med att Sverigedemokraternas medlemstidning SD-Kuriren uppdaterades i september 2013 blev Wiechel en del av den nya redaktionen som ledarskribent.
I valet den 19 september 2010 kandiderade Markus Wiechel för första gången i de allmänna valen och blev gruppledare och ledamot för Sverigedemokraterna i Norrköpings kommunfullmäktige. Till följd av att han flyttat till Stockholm lämnade han kommunfullmäktige i Norrköping 2018, men återgick till kommunpolitiken 2023 i egenskap av ersättare i Nacka kommunfullmäktige.
Wiechel kandiderade i riksdagsvalet 2010 och blev ersättare. Han utsågs till ny ordinarie riksdagsledamot från och med 3 december 2012 sedan Lars Isovaara lämnat sin plats. I riksdagen har Wiechel varit civil- och bostadspolitisk talesperson 2013–2014, migrations- och medborgarskapspolitisk talesperson 2014–2017 samt utrikespolitisk talesperson 2016–2021. Han har suttit som ordinarie ledamot i Civilutskottet (2013-2014), Socialförsäkringsutskottet (2014-2016) samt som ledamot i Utrikesutskottet (sedan 2016), och har suttit i flera internationella delegationer (han innehar bland annat ordförandeposten i den svenska delegationen till Europarådets parlamentariska församling sedan 2022). Wiechel har även varit suppleant i EU-nämnden (2015-2023), i Utrikesnämnden (2018–2022) samt i Riksdagens styrgrupp för bilaterala demokratifrämjande samarbete (2021-2022). Sedan 2022 har han varit ledamot i Krigsdelegationen och suppleant i Försvarsutskottet sedan 2023.
Wiechel har vid ett flertal tillfällen såväl lokalt som i riksdagen utmärkt sig för att vara en flitig motionär, och har återkommande toppat olika rankningar. I Dagens Nyheter utsågs han hösten 2021 till Sveriges mest aktiva riksdagsledamot efter att tidningen hade gjort en granskning av riksdagsledamöternas skriftliga frågor, motioner, interpellationer, anföranden och utskottsnärvaro.

## Internationella delegationer
Wiechel har under sin tid i riksdagen utöver de utrikespolitiska uppdragen i riksdagen också suttit i flera olika internationella delegationer. Han var ledamot i Nordiska rådets svenska delegation 2013–2014 och sedan 2016 har han ingått i delegationen till Europarådets parlamentariska församling, först som suppleant (2016–2018) och sedan 2018 som ordinarie ledamot. Han blev som första Sverigedemokrat någonsin ordförande för den svenska delegationen 2022 samt en av församlingens vice presidenter, motsvarande vice talmän från 2023.
2022 tog Wiechel även plats som ledamot i den svenska delegationen till OSSE:s parlamentariska församling samt som suppleant i den svenska Natodelegationen.

## Uppmärksammade domar
I tre tvistemål 2010 och 2011 ansåg domstolarna (Norrköpings tingsrätt respektive Göta hovrätt) att Markus Wiechel hade gjort sig skyldig till förtal av en socialdemokratisk bloggare, av Fredrik Jönsson och av Tommy Funebo genom att på sin blogg publicera påståenden om dem (i fallet om bloggaren genom att godkänna en läsarkommentar). I två av målen ansågs en allvarlig kränkning ha skett och Wiechel dömdes att betala kränkningsersättning, men Funebo ansågs genom en egen publicering om Wiechel "i sådan mån öppnat sig för angrepp på sin egen ära att det inte är skäligt att tillerkänna honom kränkningsersättning för Markus Wiechels efterföljande förtalsbrott" (s.k. retorsion).

## Familj
Markus Wiechel är son till professor Kristina Narfström samt kusin med socialdemokratiske riksdagsledamoten Björn Wiechel.

## Utmärkelser
- Den 17 juli 2021 tilldelades Markus Wiechel det armeniska parlamentets hedersmedalj (Medal of Honour) av Armeniens Sverigeambassadör Aleksandr Arzumanjan "för sina insatser för att stärka banden mellan Sverige och Armenien".
- Den 18 mars 2025 tilldelades Markus Wiechel Certificate of Appreciation av Klement Gu, Taiwans diplomatiska representant i Sverige, för ett ”exceptionellt engagemang och ovärderliga ansträngningar för att stärka bilaterala förbindelser och främja ömsesidigt samarbete mellan Taiwan och Sverige."[29]